# غيبوبة سكرية
غيبوبة السكري هي حالةٌ طبية طارئة يكون فيها شخص مصاب بمرض السكري وهو فاقد للوعي (غيبوبة)، وتكون الغيبوبة ناتجة لأحد المضاعفات الحاده لمرض السكري، ومن الأسباب التي تنتج عنها الغيبوبة:
1. حالة انخفاض السكر بالدم (Hypoglycemia) شديدة لمريض السكري.
2. حالة حُماض كيتوني سكري (ketoacidosis) لمريض السكري، متقدمة بما يكفي لعدم شعور المريض وجسمه يؤدي مجموعة من الأنشطة مثل الجفاف والصدمة، والإنهاك بسبب حالة فرط سكر الدم الشديدة.
3. غيبوبة فرط الأسمولية اللاكيتونية (Hyperosmolar nonketotic) في الغيبوبة التي يكون فيها حالة فرط سكر الدم، الجفاف الشديد وحده سببًا كافيًا للدخول في غيبوبة.

في معظم السياقات الطبية، فإن مصطلح غيبوبة لمرضى السكري يكون معضلة للطبيب في حالة التشخيص مع المريض فاقد الوعي خصوصًا عندما يكون معارف وأصدقاء المريض لا يعرفون شيء سوى أنه يعاني مرض السكري. على سبيل المثال قد يكون أحد الأطباء العاملين في قسم الطوارئ من يتلقى المريض فاقد الوعي، والمريض يرتدي بطاقة تعريف طبيّة لمرضى السكري. يمكن أن ينادي المساعدين الطبيين لإنقاذ أي شخص فاقد الوعي من قبل أصدقاء من تحديد آلية لمرضى السكري. وصف موجز للثلاثة شروط رئيسية هي تليها مناقشة عملية التشخيص تستخدم للتمييز بينها، فضلا عن عدد قليل من الشروط الأخرى الذي يجب أخذها بعين الاعتبار.
ما يقدر بـ 2 إلى 15 في المئة من مرضى السكري سيعانون حالة واحدة في الأقل من غيبوبة مرضى السكري في حياتهم نتيجة فرط سكر دَم شديدة.

## أنواع غيبوبة داء السكري

### انخفاض حاد للسكر بالدم
يعتبر مرضى السكري من النوع الأول والذين يعتمدون على الإنسولين هم الأكثر عرضه هذا النوع من الغيبوبة.عادًا تكون غيبوبة بسيطة يمكن علاجها بتناول أو شرب مواد سكرية. ولكن أحيانًا ينخفض مستوى السكر بالدم مسببًا غيبوبة قبل اكتشاف سببها. من الممكن أن تصل حدة انخفاض السكر بالدم إلى حدوث الغيبوبة خلال نوم المريض. أشهر العوامل التي تؤدي إلى هذه الغيبوبة قلة تناول الطعام عن المستوى المعتاد، أو عمل تمارين رياضية لفترات طويلة خلال فترة الصباح، علاوة على ذلك الكثير من مرضى السكري لا يمكنهم تمييز المراحل الأولى من انخفاض السكر بالدم.
تحدث الغيبوبة في الغالب بعد حوالى 20 أو 30 دقيقة من بدأ الأعراص الأولية لانخفاض السكر بالدم ومن الممكن أن تكون مصحوبة ببعض التشنجات. يعاني المريض حينئذٍ من عرق كثير ويظهر شاحب الوجه مع تسارع لنبضات القب(نتيجة لارتفاع مستوى الادرينالين بالدم).عند قياس مستوى السكر بالدم من الممكن أن يظهر أقل من الطبيعي وفي حالات أخرى قد يظهر طبيعيًا.يُعالج هذا النوع بالحقن الوريدي بالانسولين أو الجلوكوز.

### حماض الدم الكيتوني السكري المتقدم
تتمثل لأعراضها بمعاناة المريض من ترجيع لمدة يومين أو ثلاثة قبل حدوث هذه الغيبوبة بالإضافة إلى بارتفاع كلٍ من السكر والحمض الأيضي في الدَّم.

### غيبوبة فرط الأسمولية الاكيتونية
تتميز بارتفاع حاد في سكر الدم مع جفاف نتيجة عدم تناول كميات مناسبة من السوائل.تحدث لدى مرضى السكري من النوع الثاني أو داء السكر الناتج من تناول الاسترويدات.يتضمن العلاج أعطاء الانسولين مع المحاليل.

## العلاج
يعتمد العلاج على المسبب الرئيسي للغيبوبة السكرية:
- انخفاض حاد للسكر بالدم: يُعالج بأعطاء المريض هرمون الجليكوجن وريديًا ليعاكس تأثير الانسولين والجلوكوز.
- حماض الدم الكيتوني السكري المتقدم: يُعالج بمحاليل وريدية والانسولين بالإضافة إلى دواء البوتاسيوم والصوديوم.
- غيبوبة فرط الأسمولية الاكيتونية: بإعطاء المريض كميات وفيرة من المحاليل الوريدية والانسولين بالإضافة إلى دواء البوتاسيوم والصوديوم في أقرب وقت ممكن.[4]